# Kleirijperij

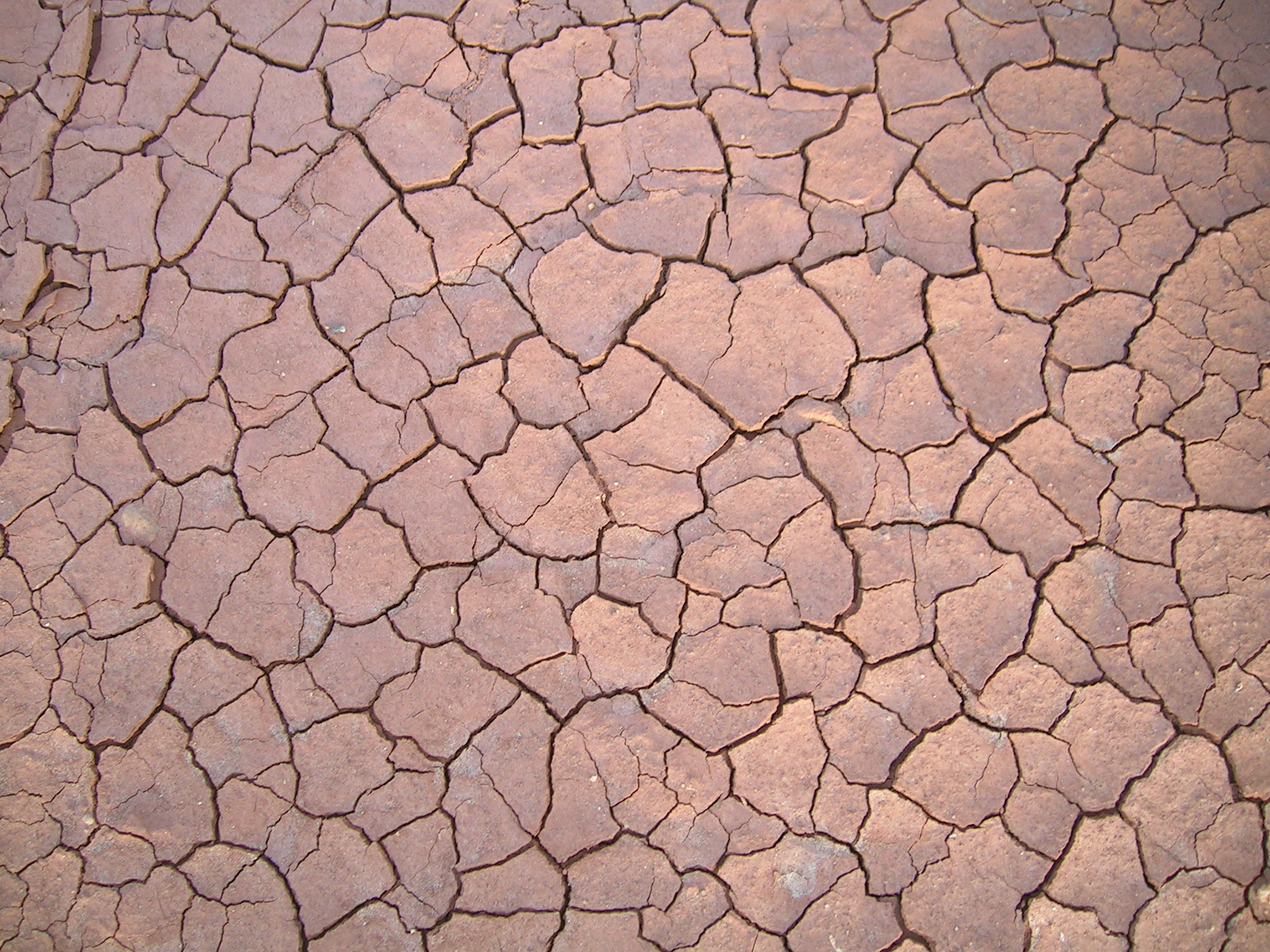
Bovenlaag van drogende klei

Bij een kleirijperij wordt baggerslib door inklinking en drainagebuizen ontwaterd tot vaste klei, die gebruikt kan worden voor dijkversterking.
Er kan door middel van een zandbed  voor extra drainage worden gezorgd.  
Door de bovenkant van harde kleiblokken te ploegen, waardoor ze mengen met de natte en zwarte bagger er onder, ontstaat klei met goede plastische eigenschappen. 

## Proefvakken
De proefvakken van de eerste Nederlandse kleirijperij liggen binnendijks in Delfzijl, daar waar vroeger Oterdum lag. Vijftien verschillende proefvakken van pakweg een hectare per stuk, met slib uit de Eems-Dollard. Het water stroomt daarbij in een ringsloot, die het water terugvoert naar het buitenwater. 
De tweede kleirijperij ligt met tien iets kleinere bassins buitendijks bij Termunterzijl. Hier wordt slib gebracht dat met de getijdenbeweging via een duiker in de Breebaartpolder is gestroomd. 